# Línea C (autobuses urbanos de Granada)
La línea C es una línea lanzadera universitaria de autobús urbano de la ciudad española de Granada. Es operada por la empresa Transportes Rober.
Realiza el recorrido comprendido entre Pintor Maldonado y Facultad de Ciencias de la Educación, a través del eje Avenida de la Constitución-Gran Vía. Tiene una frecuencia media de 10 a 20 minutos, y solo circula los días laborables.

## Recorrido
La línea une el campus universitario de Cartuja, perteneciente a la Universidad de Granada, con el barrio del Zaidín en el otro extremo de la ciudad. El campus se encuentra a mucha mayor altura que el centro de la ciudad, por lo que las líneas de autobús que lo sirven disponen de bastante demanda. Atraviesa el centro de la ciudad, donde se puede trasbordar al resto de líneas. Realiza un recorrido parecido al de la línea 8, aunque por un recorrido más corto.
Al ser una lanzadera universitaria al igual que la línea U solo funciona los días lectivos para la Universidad de Granada.
Tiene enlace con el Metropolitano de Granada en la parada de Andrés Segovia.